# 周志開
周 志開（しゅう しかい、1919年12月10日 - 1943年12月14日）は、中華民国空軍の軍人、エース・パイロット。津海道灤県出身。中央航空学校駆逐科卒業（第7期）。公式の総撃墜数は5機（うち共同1）、1機を大破。青天白日勲章受章（第95号）。中国空軍初のP-40エースとして知られる。

## 軍歴
地元の名士の家庭に生まれる。祖父は清の官僚、父の周予孜は北洋政府で司法官を務めていた。1935年、16歳で中央航校に入学。卒業後、周志開は漢口の空軍第四大隊に配属されたが、日中戦争の激化に伴い間もなく漢口を追われ、柳江・桂林を拠点として戦闘を行う事になる。
初の戦果としては、1939年12月22日、柳江において張偉華の隊として18機の日本軍の双発重爆撃機と遭遇、内一機を来賓の上空で撃墜したことに始まる。この時の乗機はI-15（機体番号2204号）だった。
その後1940年6月の間には、爆撃機の編隊相手に幾度となく空中戦を挑んでいる。その時彼の乗機のカーチス・ホークⅢ（機体番号2217号）には機銃弾99発、機関砲弾1発、合計100発もの弾痕があり、周囲を驚かせたという。
1942年、さすがにそれでは性能不足という事で、インド（現パキスタン）のカラチでP-40に交換。その後陝西省城固上空にて100式司偵を杜兆華と共同撃墜。1942年10月23日、成都空軍第3路司令部は情報を受け取り、日機が陝南安康・南鄭一帯まで偵察していることを知った。すでに23中隊の副隊長に昇進した周志開は、分隊長の杜兆華を率いてP-43 A式戦闘機を1機ずつ操縦し、双流空港から南鄭に向かった。24日11時30分、城固と洋県の間の上空で、敵百式偵察機と出会い、敵機が洋県西25キロの第4保地に墜落する。共同という形ながら、これは中華民国空軍におけるP-40の初戦果となった。また、1943年5月13日には33戦隊中隊長大坪靖人大尉乗機の隼を撃墜している。またそれ以外としては、戦車隊や自動車隊への対地攻撃も数多く行っている。

## 梁山之役
周志開が多大な戦果を上げたのは江南殲滅作戦の頃、第4大隊23中隊の中隊長を担当していた時だった。彼の所属していた梁山飛行場は、米陸軍航空隊と中華民国空軍が共同使用していたが、1943年6月6日朝、中央からの謁見の為、同基地の所属機を滑走路に整列させていた。100式司偵からの報告でこれを知った日本陸軍は、すぐさま90戦隊の第2中隊（99式双軽8機）、第3中隊（99式双軽9機）および護衛の隼によるこの一帯の爆撃を計画した。同日正午、宜昌の日本軍陣地をP-43で偵察していた周志開は、機影が無い事に異変を感じ、すぐさま梁山飛行場に帰投、そこでこの「不明機8機接近」の報を受けた。当時基地には3人のCATFパイロットが待機していたが、基地側はロッキード・ハドソン双軽と勘違いし、空襲警報を出していなかった。周志開はそこにあった米陸軍所属の1機のP-40に交換して飛び立った。
その時、99式双軽の編隊8機がCATFパイロットたちからも目視で確認できる程にまで接近していた。しかしほぼ緊急発進に近い状態だったため、編隊の護衛に付くはずだった隼は遅れており、防御は手薄の状態だった。すぐさま攻撃態勢に入った周志開は、まず2番機（機長：佐々木軍曹）を撃墜、続いて編隊長機（機長：赤沼正平大尉）に損傷を加え、さらに3番機（機長：館野軍曹）を攻撃。しかしいくら攻撃しても墜落しなかったため、周志開は機体に接近し、操縦席の館野軍曹に投降を呼びかけることにした。しかし逃げられないと悟った館野軍曹は、体当たり攻撃を試みようと周志開のP-40目掛けて突進してきた。その攻撃を間一髪で回避した周志開は、そのまま3番機を撃墜。実に滞空時間20分、その距離200kmに及ぶ大激戦であった。
皮肉なことに、この第二中隊の攻撃目標は梁山飛行場ではなく、恩施だった。そのため、梁山飛行場は無傷の第三中隊、および25・33戦隊の隼による爆撃で壊滅的打撃を受けた。しかし、この「梁山之役」における彼の勇戦は、今でも台湾空軍の間で語り継がれている。また、この「2機撃墜、1機大破」の戦果は国民革命軍総司令官の蔣介石にも届いており、7月20日には彼自ら梁山に専用機で赴き、周志開にその勇敢な精神と戦果を讃えて五星（5機撃墜の意）星序奨章および、中華民国軍人において二番目に名誉ある勲章である青天白日勲章を授与した（賞状は国民政府主席林森名義）。中国空軍のエースは全員で13人だが、その中で青天白日勲章を受賞したのは周志開と高又新だけである。

## 天空に散る
大戦も中間に差し掛かり、日本の戦局に行き詰まりが見え始めると、中国の空から日本軍機は少しずつ消えていった。すると、中国軍のパイロット達の間にはある程度の心の余裕が見え始めていた。周志開もその例外ではなかったが、彼にはその油断が命取りとなってしまった。その年の12月14日夕方、周志開はP-40を操縦し、彼同様中国空軍のエースパイロットであった高又新（総撃墜数8）と共に湖北省周辺の敵情を偵察していた。しかし敵の姿は見えず、また日没も近い為、周志開はバンクを行い、高又新に先の帰搭を命じた。その直後、日本陸軍航空隊の85戦隊第一中隊（中隊長：細藤才中尉）所属の鍾馗5機に遭遇。周志開は応戦するも空しく、後方から細藤才中尉機自身の放った12.7ミリ機銃3発が周志開機の燃料タンクを貫通、周志開機は火を噴くことなくそのまま墜落し、長陽県龍潭坪付近の山中に激突、周志開もほぼ即死した。
付近の住民が発見したとき、雪に半分めり込んでいた状態の機体はエンジンおよび主翼は大破、操縦席付近の損傷は少なかったものの、周志開の遺体は顎から上が吹き飛んでいた惨状だったという。遺体は彼らによって回収された後、3日かけて作られた棺に入れられたのち、更に3日かけて人力で山のふもとにある最寄の船着場の三斗坪まで降ろされた。そこで厳粛な葬儀が行われたのち、船で軍に引き渡された。なお、戦死時の階級は少校（少佐に相当）だったが、翌年の1944年8月15日付で中校（中佐に相当）へと特進した。
周志開の戦死後、彼の母の周王倩綺は、その見舞金を空軍の教育事業に寄付、さらに13歳の末子を空軍学校に入学させるなど、中国空軍の発展に支援を惜しまなかった事から「空軍の母」（「中国空軍の母」宋美齢夫人と区別するため）と呼ばれた。

## 勲章
- 青天白日勲章 1943年7月23日[3]
- 五星星序奨章
- 英雄紀念章
- 二等宣威奨章

## その他
- 現在、台南市南区に、彼の名前に由来して「志開国民小学」が存在する[4]。また、その中の庭園には彼の胸像が立っており、「志開園」と名付けられている。